# The Lure of the Circus (film 1918)
The Lure of the Circus è un serial del 1918 diretto da J.P. McGowan.

## Produzione
Il serial fu prodotto dalla Universal Film Manufacturing Company.

## Distribuzione
Distribuito dalla Universal Film Manufacturing Company e presentato da Carl Laemmle, il primo episodio del serial, The Big Tent, uscì nelle sale degli Stati Uniti il 18 novembre 1918.

### Episodi
1. The Big Tent (18 novembre 1918)
2. The Giant's Leap (25 novembre 1918)
3. Beaten Back (2 dicembre 1918)
4. The Message on the Cuff (9 dicembre 1918)
5. The Lip Reader (16 dicembre 1918)
6. The Aerial Disaster (23 dicembre 1918)
7. The Charge of the Elephant (30 dicembre 1918)
8. The Human Ladder (6 gennaio 1919)
9. The Flying Loop (13 gennaio 1919)
10. A Shot for Life (20 gennaio 1919)
11. The Dagger. Chapter (27 gennaio 1919)
12. A Strange Escape (3 febbraio 1919)
13. A Plunge for Life (10 febbraio 1919)
14. Flames. Chapter (17 febbraio 1919)
15. The Stolen Record (24 febbraio 1919)
16. The Knockout (3 marzo 1919)
17. A Race with Time (10 marzo 1919)
18. The Last Trick (17 marzo 1919)

In Francia, il serial fu distribuito con il titolo Le Roi du cirque, in Portogallo come O Rei do Circo, in Svezia come Cirkuskungen.
Copia incompleta della pellicola (positivo 16 mm) di 54 minuti è stata distribuita in DVD sul mercato dalla Grapevine.